# Струга (Північна Македонія)
Струга (мак. Струга; алб. Strugë) — місто на заході Північної Македонії, на березі Охридського озера, центр громади Струга.
У місті проходить один з найвідоміших поетичних фестивалів Європи — Струзькі вечори поезії.

## Назва
Стародавня назва міста — Енхалон (Εγχαλών). А сучасна назва Струга вперше згадується в ХІ столітті. Воно має слов'янське походження і означає «русло річки».

## Географія
Струга розташована у долині Охридського озера. Річка Чорний Дрин бере початок від озера і розділяє місто.

## Історія
Поселення відоме з XI століття.

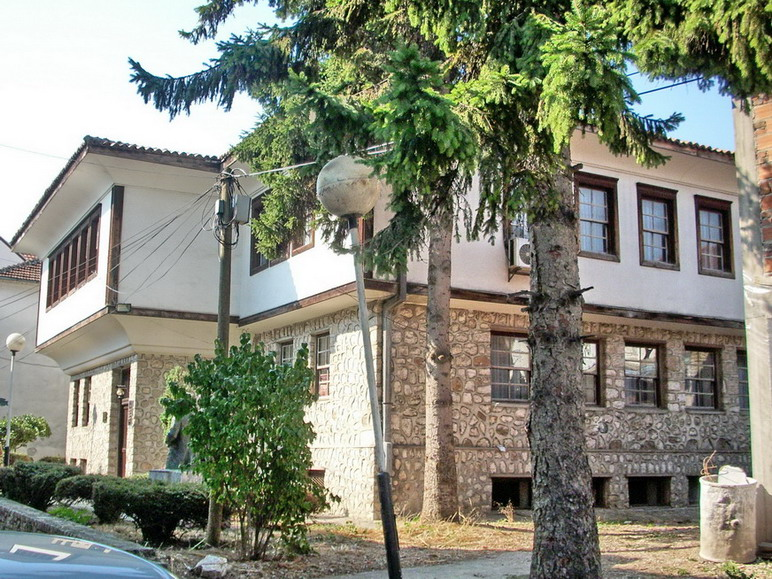
Меморіальний будинок і місце народження братів Міладінових

У XVI столітті місто відвідав венеціанський посол Лоренцо Бернардо, який описав його як місто, яке більше нагадувало маленьке село.
Наприкінці XIX-го та на початку XX-го століття Струга була частиною Османської імперії.
Струга входила до складу Соціалістичної Федеративної Республіки Югославія з 1945 року як частина Соціалістичної Республіки Македонія до референдуму про незалежність Македонії 1991 року, коли Македонія вийшла з складу федерації.

## Населення
Населення — 16559 жителів на 2002 рік.

## Транспорт

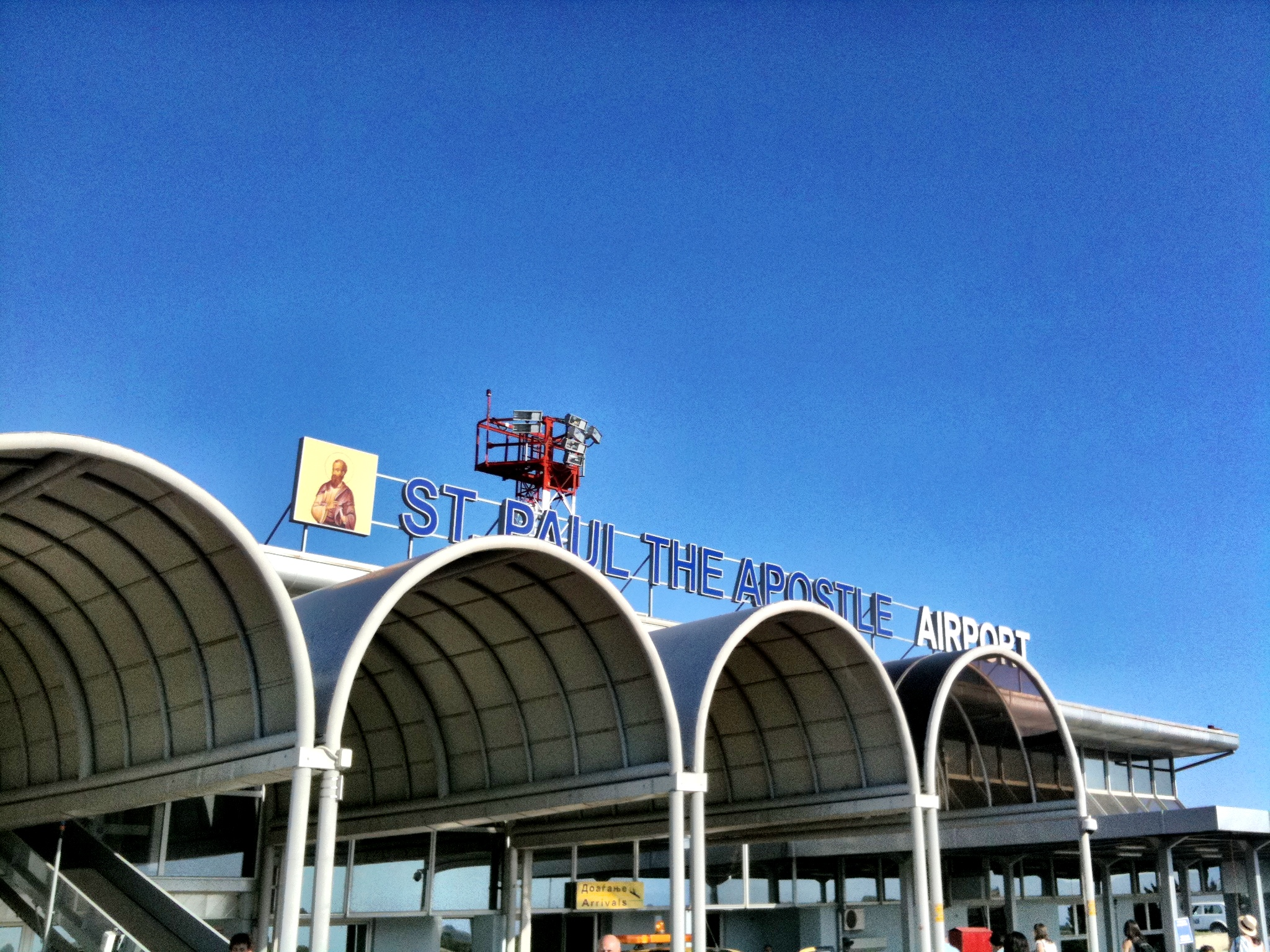
Аеропорт «Охрид» імені Апостола Павла

Поблизу міста на східній околиці є аеропорт — «Охрид» імені Апостола Павла, він відкритий цілий рік та є другим за значенням македонським аеропортом після столичного.

## Відомі пам'ятки

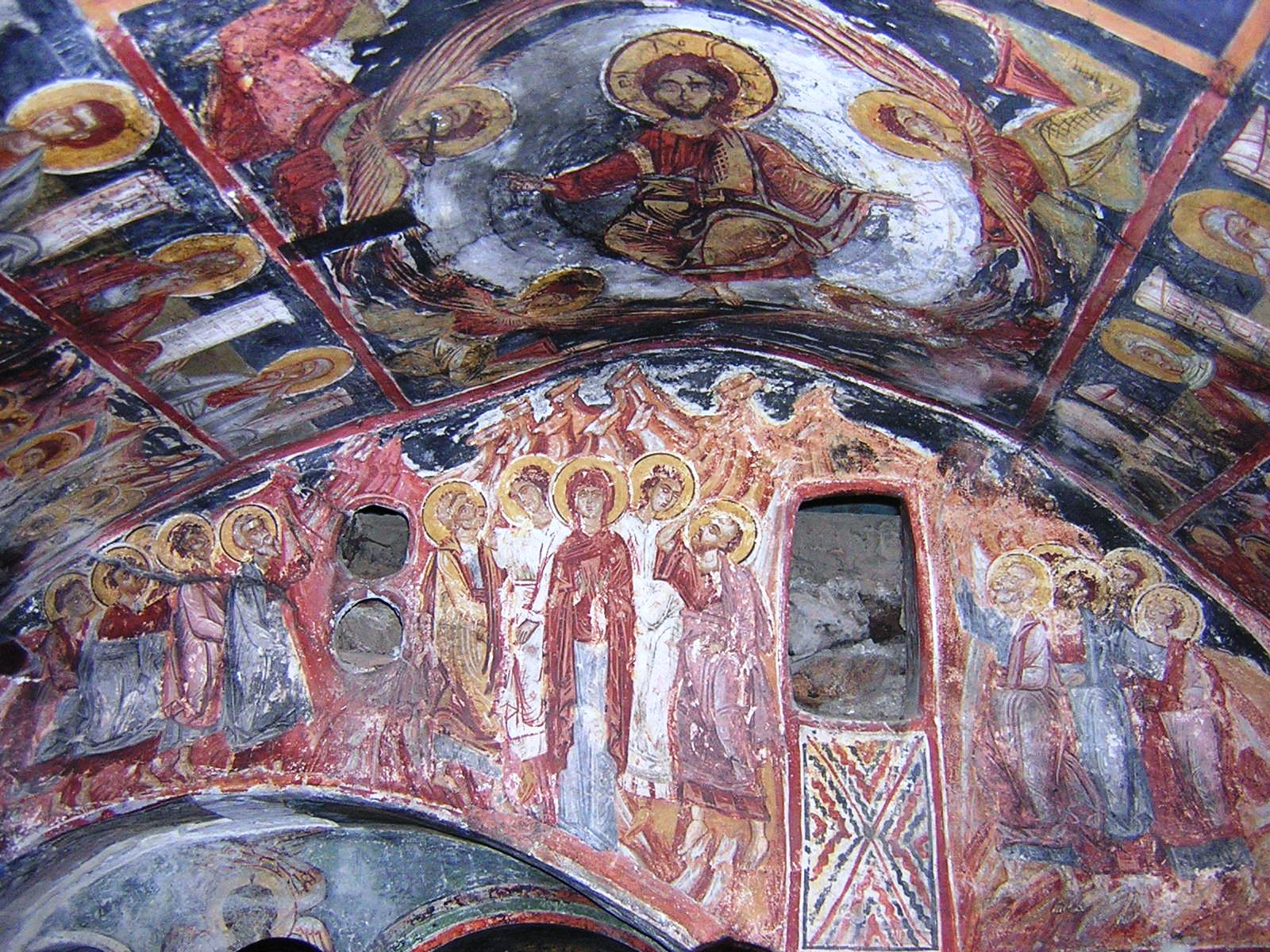
Фрески скельної церкви в монастирі Каліста

У Струзі та в її околицях є кілька пам'яток культури, наприклад:
- Монастир Каліста.
- Скельна церква в сусідньому селі Радожда з фресками XIII-XIV століть.
- Церква Святої Богородиці (Святої Марії) у Вранішті.
- Церква Святого Юрія.
- Стара архітектура Струги.

## Спорт
Міський футбольний клуб «Струга» грає на стадіоні Градска Плажа.

## Уродженці

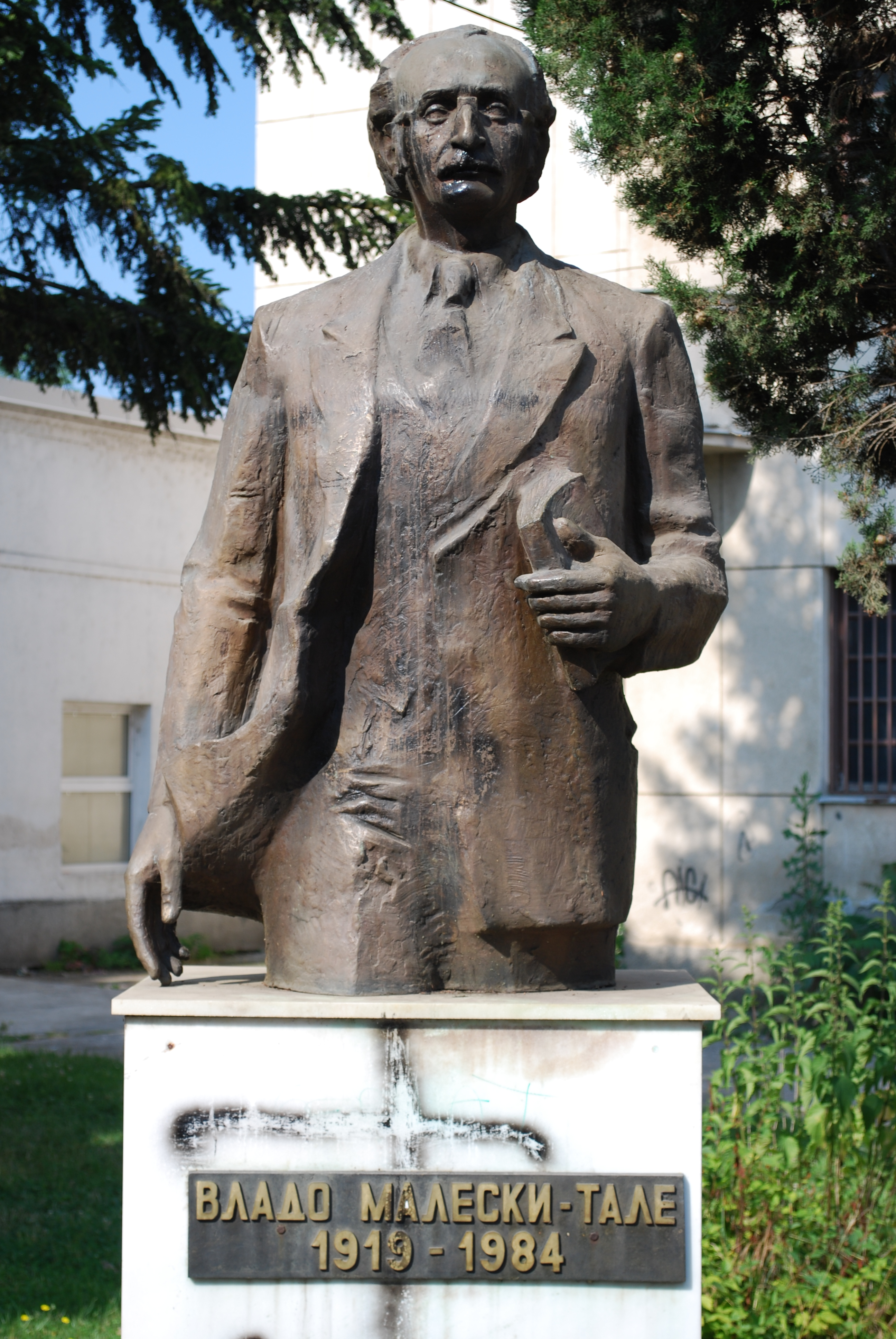
Владо Малеський

- Владо Малеський (5 вересня 1919 — 23 вересня 1994) — македонський прозаїк.
- Брати Міладинови (1810 — 18 січня 1862) — діячі болгарського культурного відродження.
- Іван Хаджов (7 липня 1885 — 27 жовтня 1956) — болгарський історик і мовознавець.
- Рісто Крле — македонський письменник.
- Царевна Міладінова (1 січня 1856 — 18 грудня 1934) — болгарська освітня діячка, випускниця Київської Фундуклеївської гімназії.
- Раміз Мерко (12 квітня 1957) — македонський політик албанського походження.
- Даніель Каймакоський (нар. 17 жовтня 1983) — македонський співак.
- Пайтім Касамі (нар. 2 червня 1992) — швейцарський футболіст.

## Міста-побратими
Місто Струга є побратимами з:
- Бююкчекмедже, Туреччина[6]
- Мангалія, Румунія[7]
- Вотербері, Сполучені Штати Америки[8]
- Фамагуста, Кіпр[9]

## Світлини

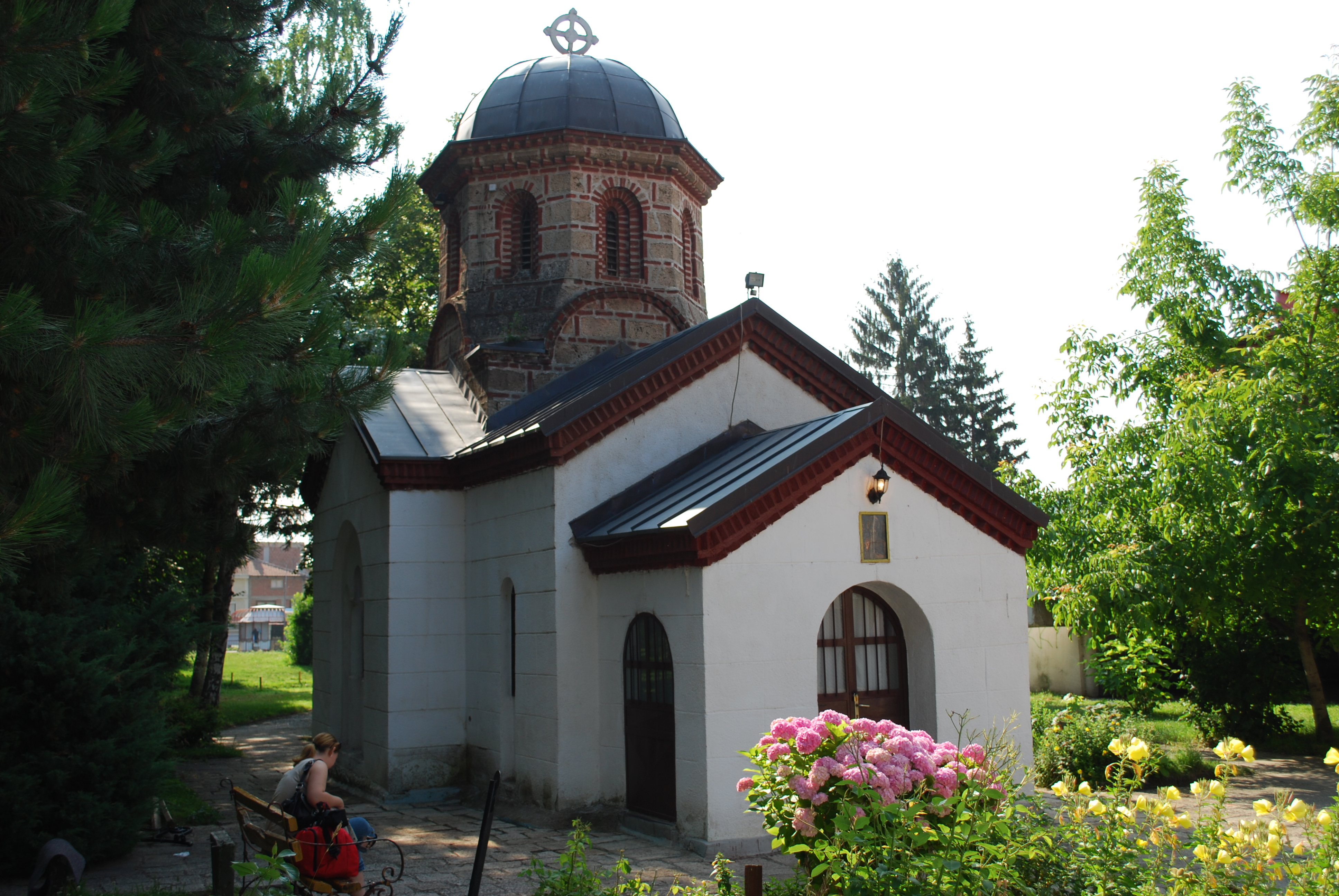
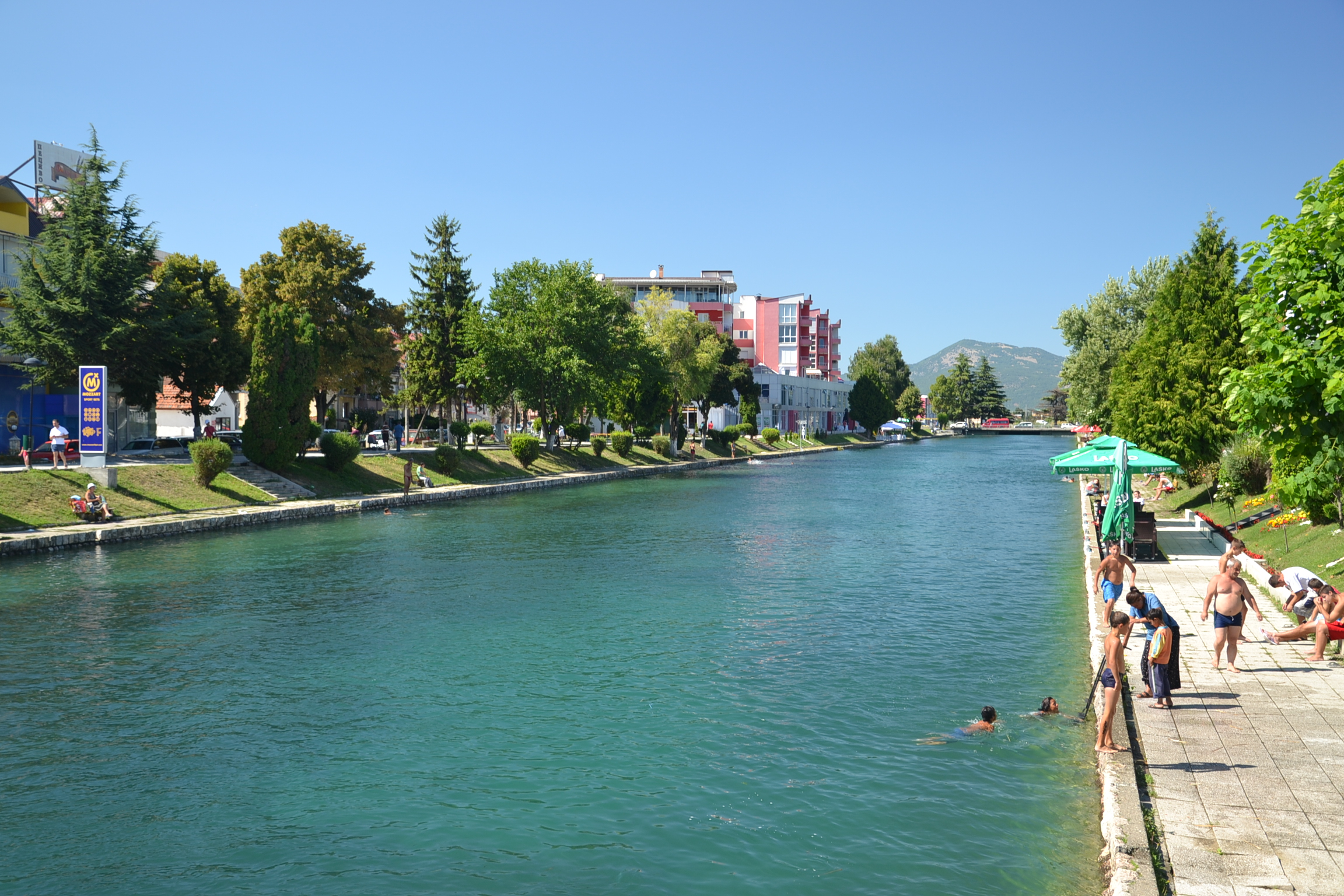
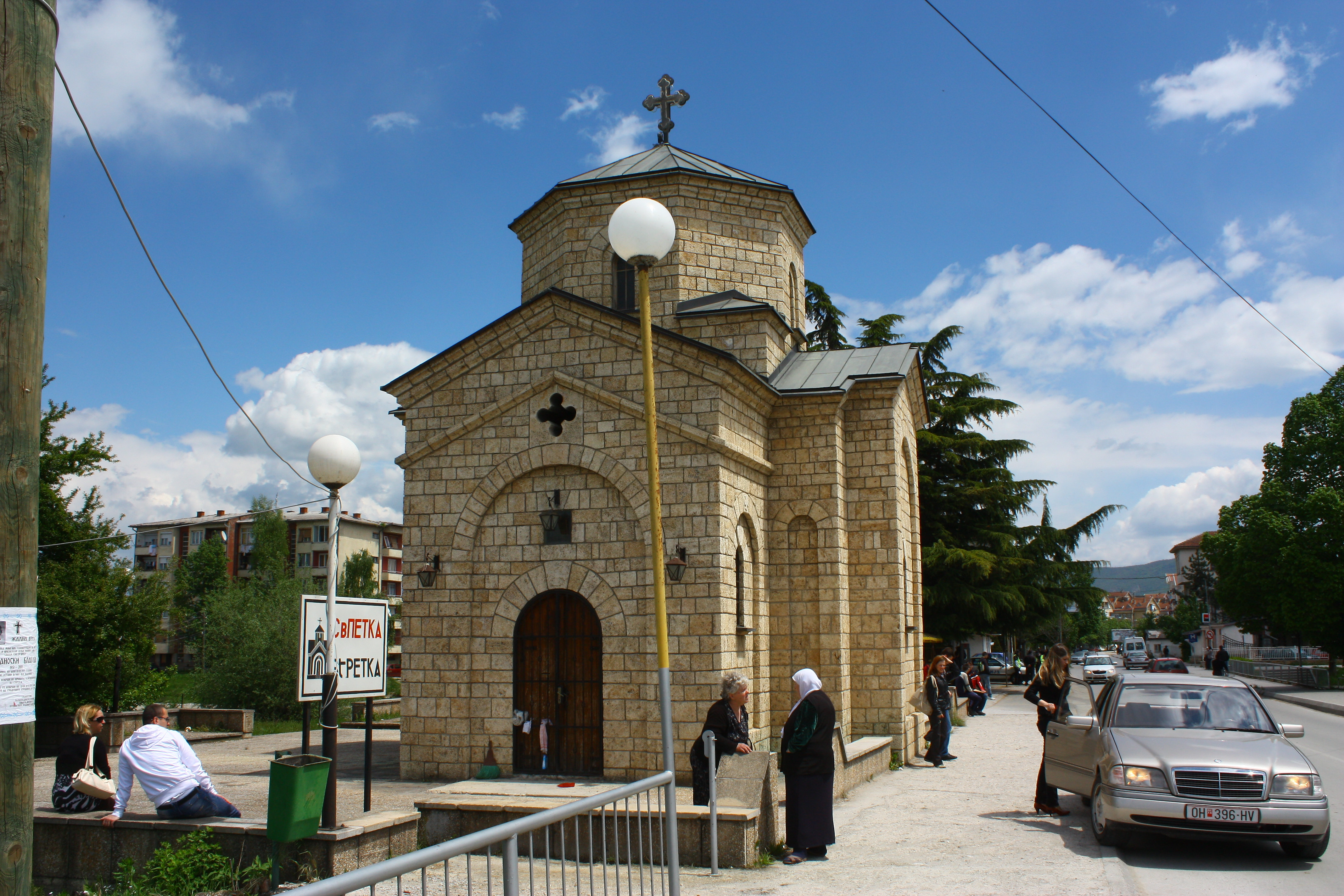
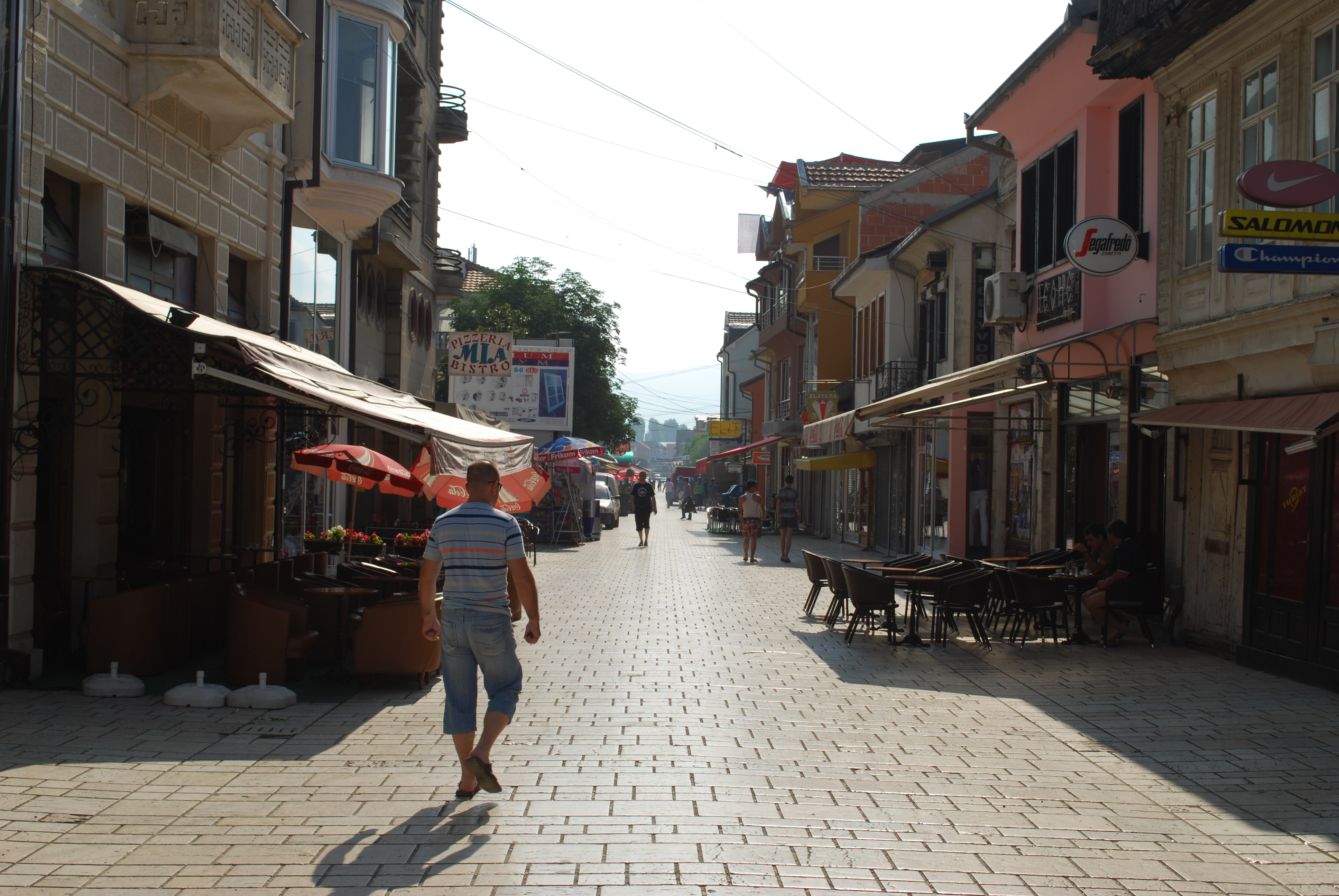
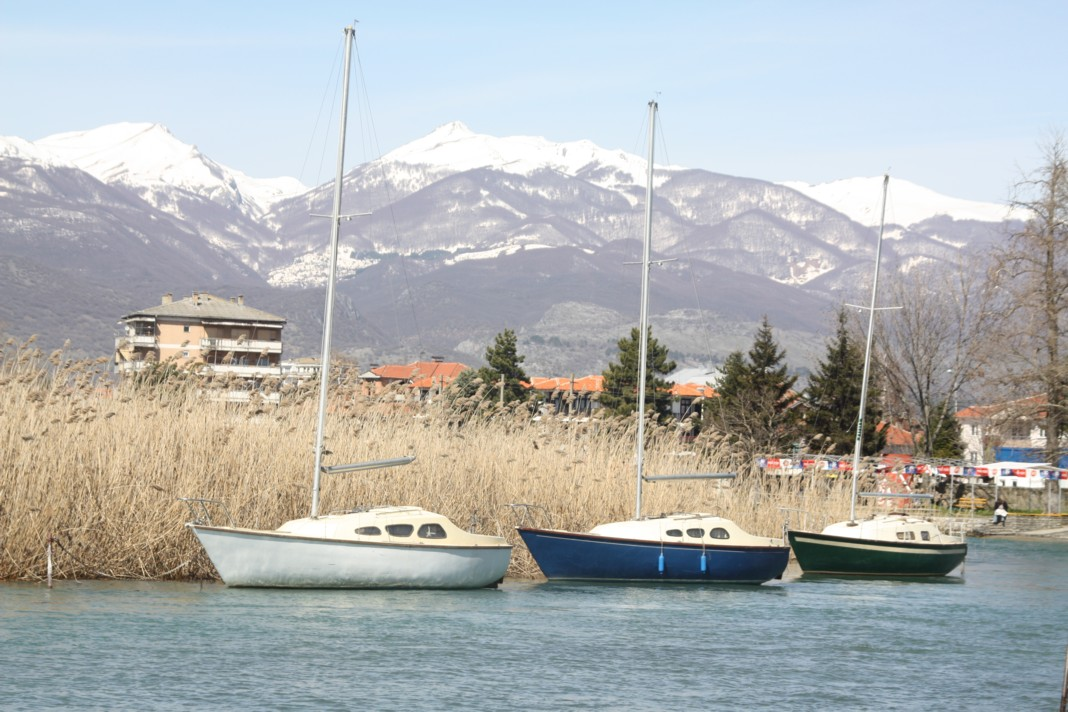
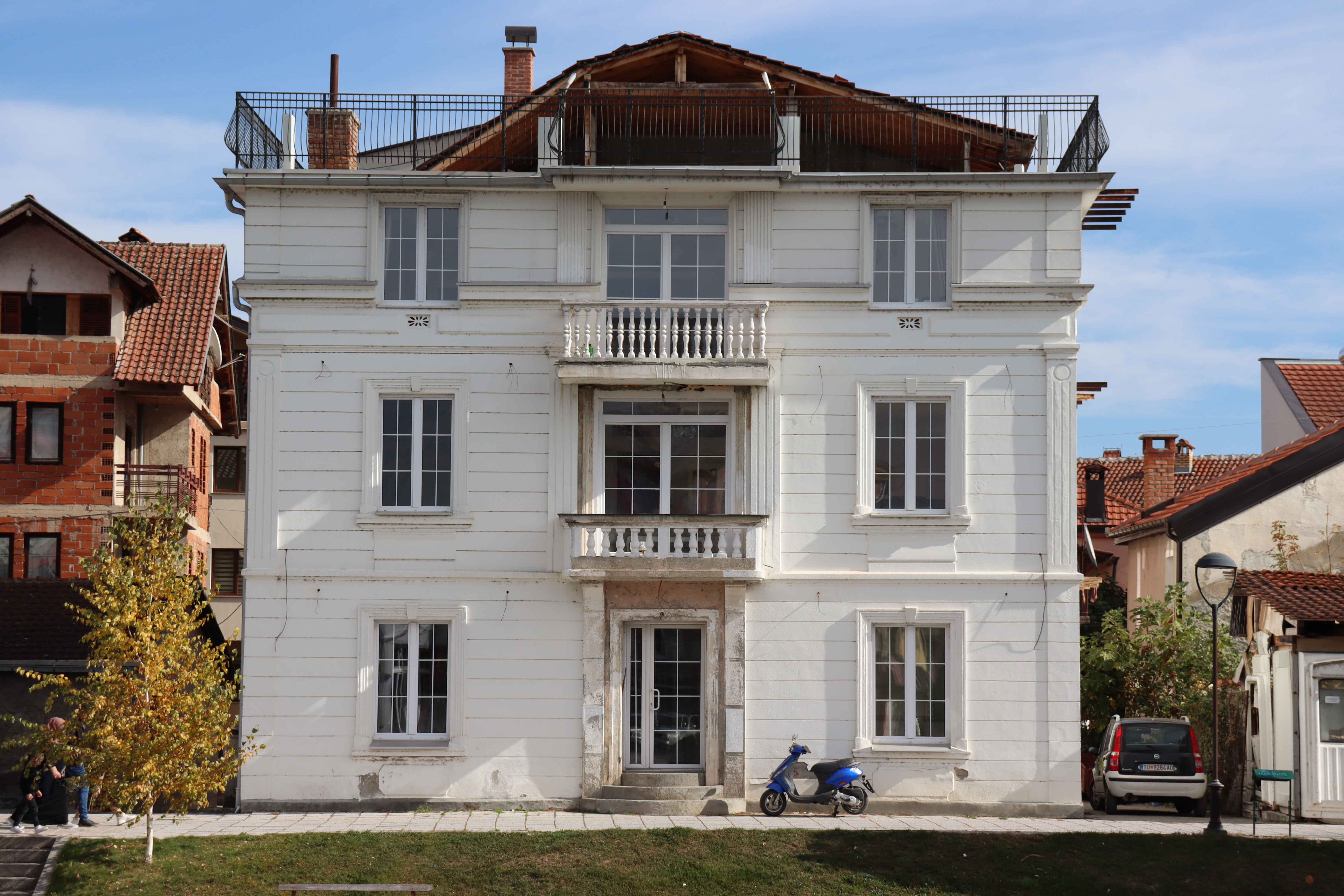
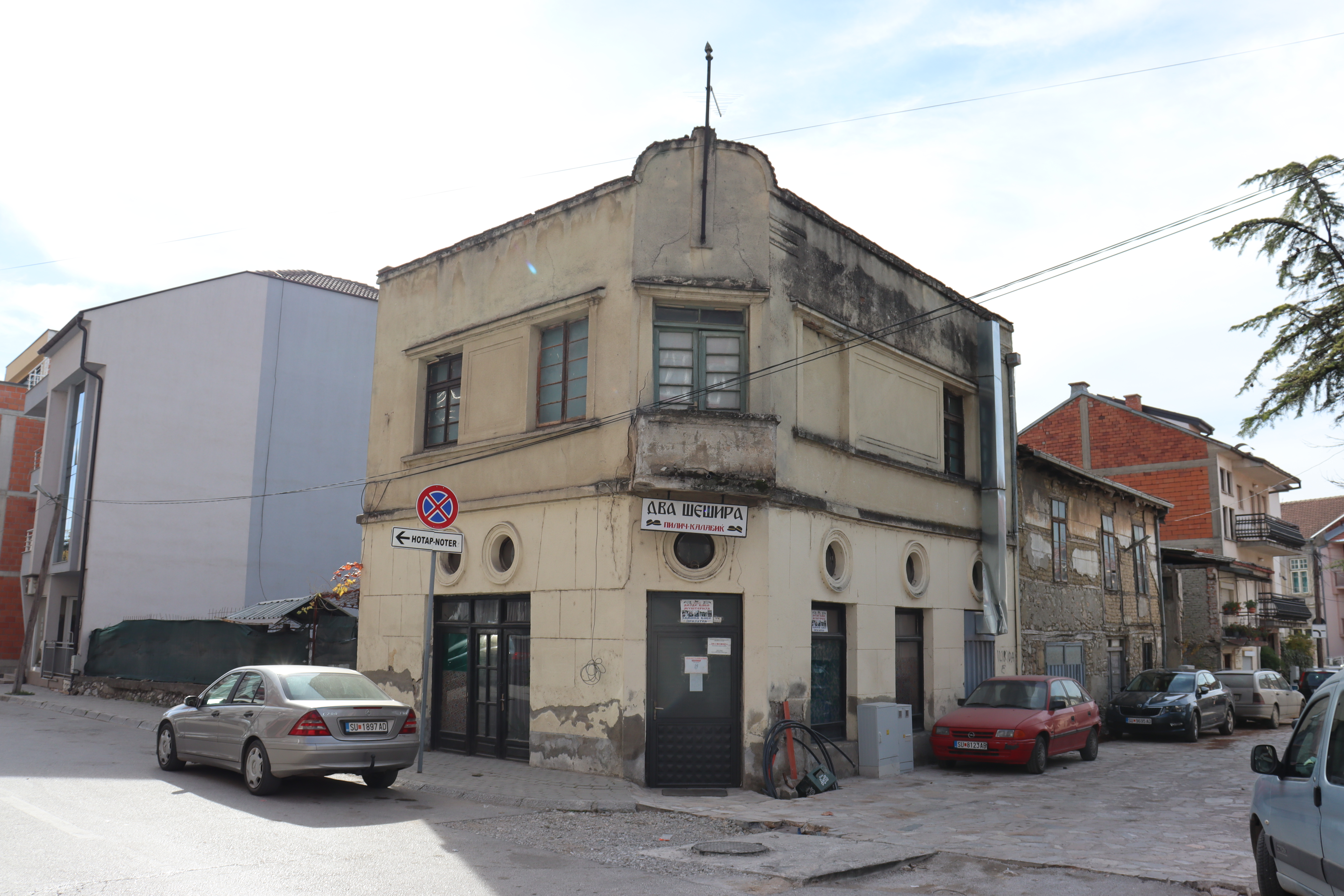
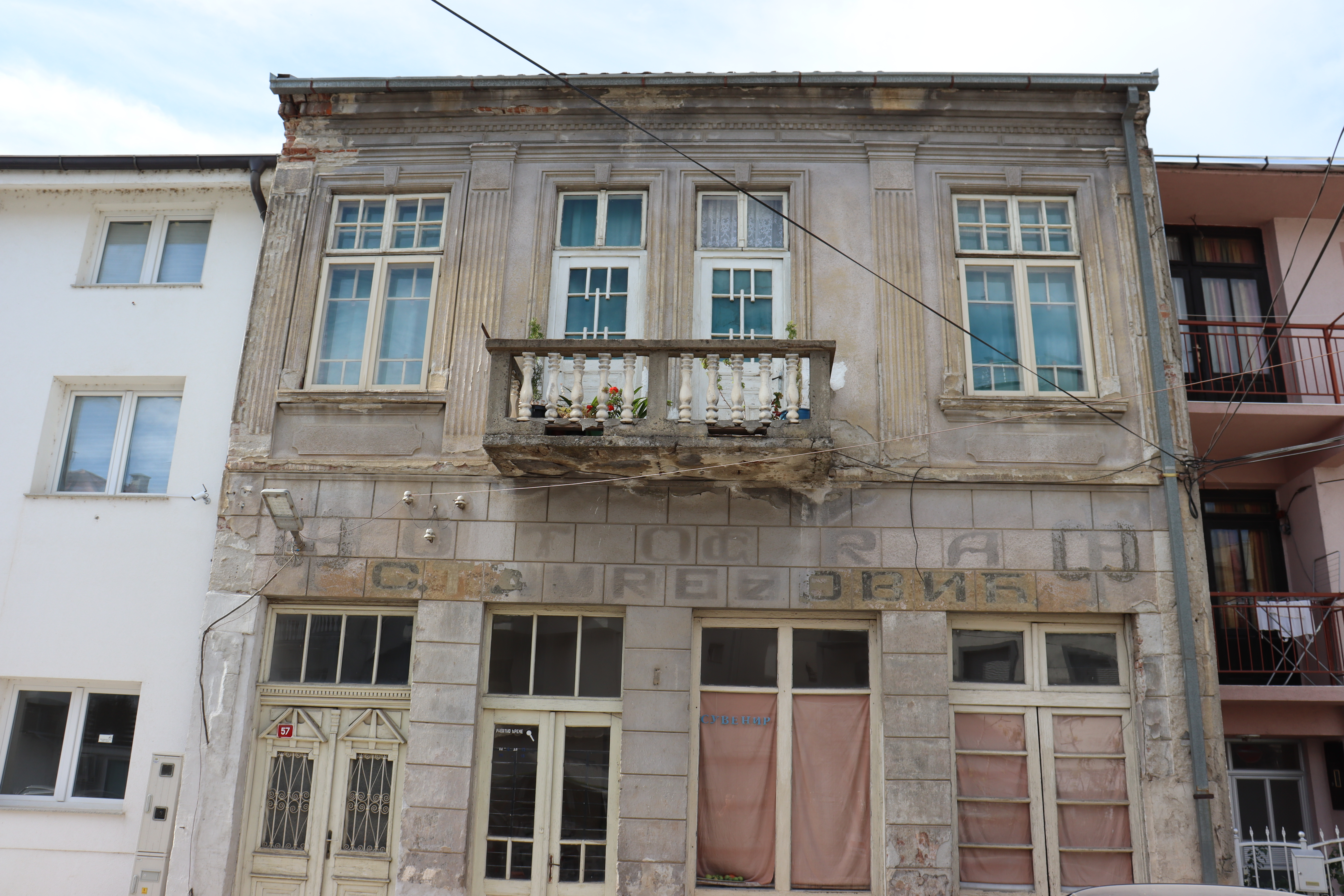
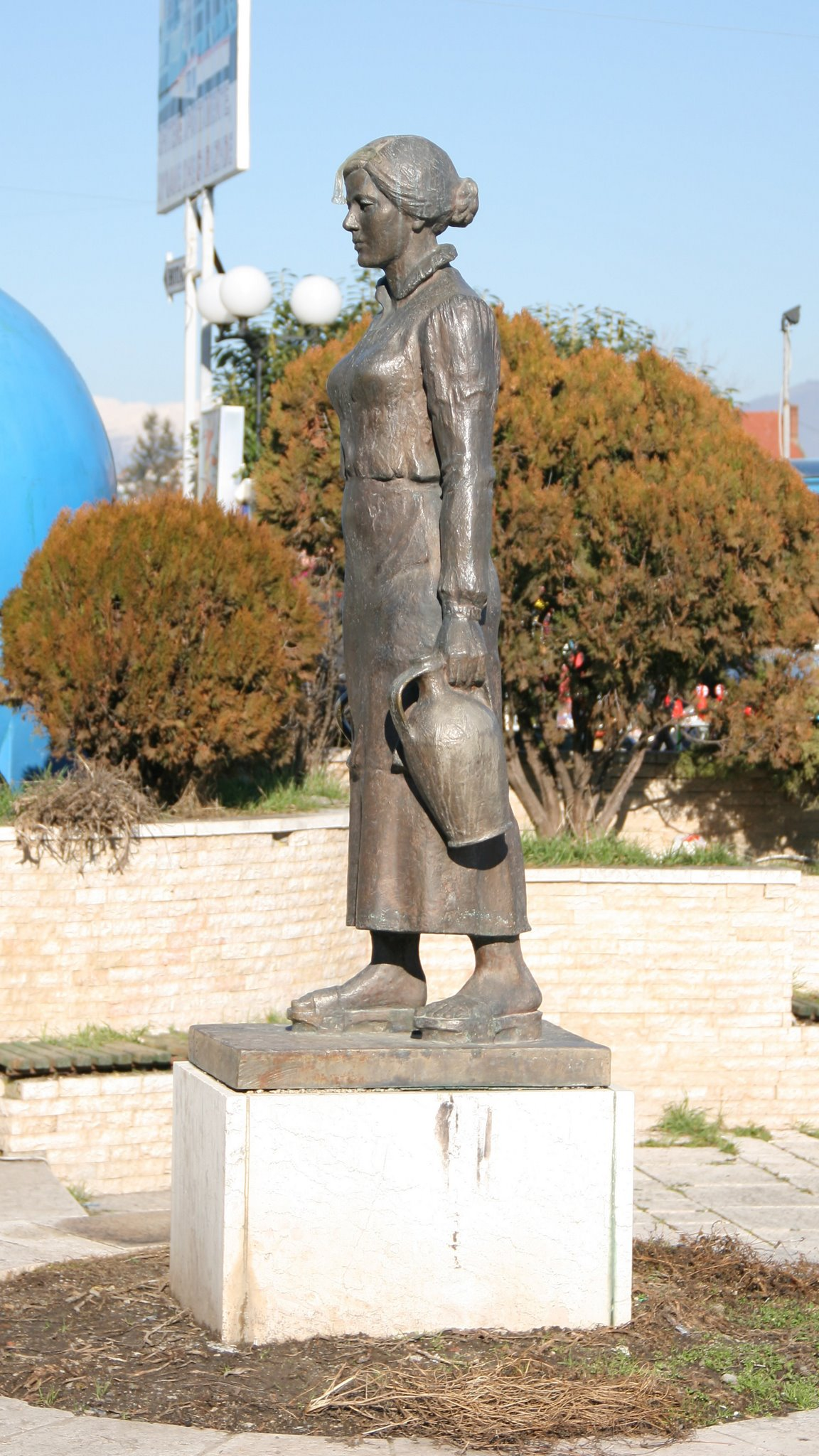
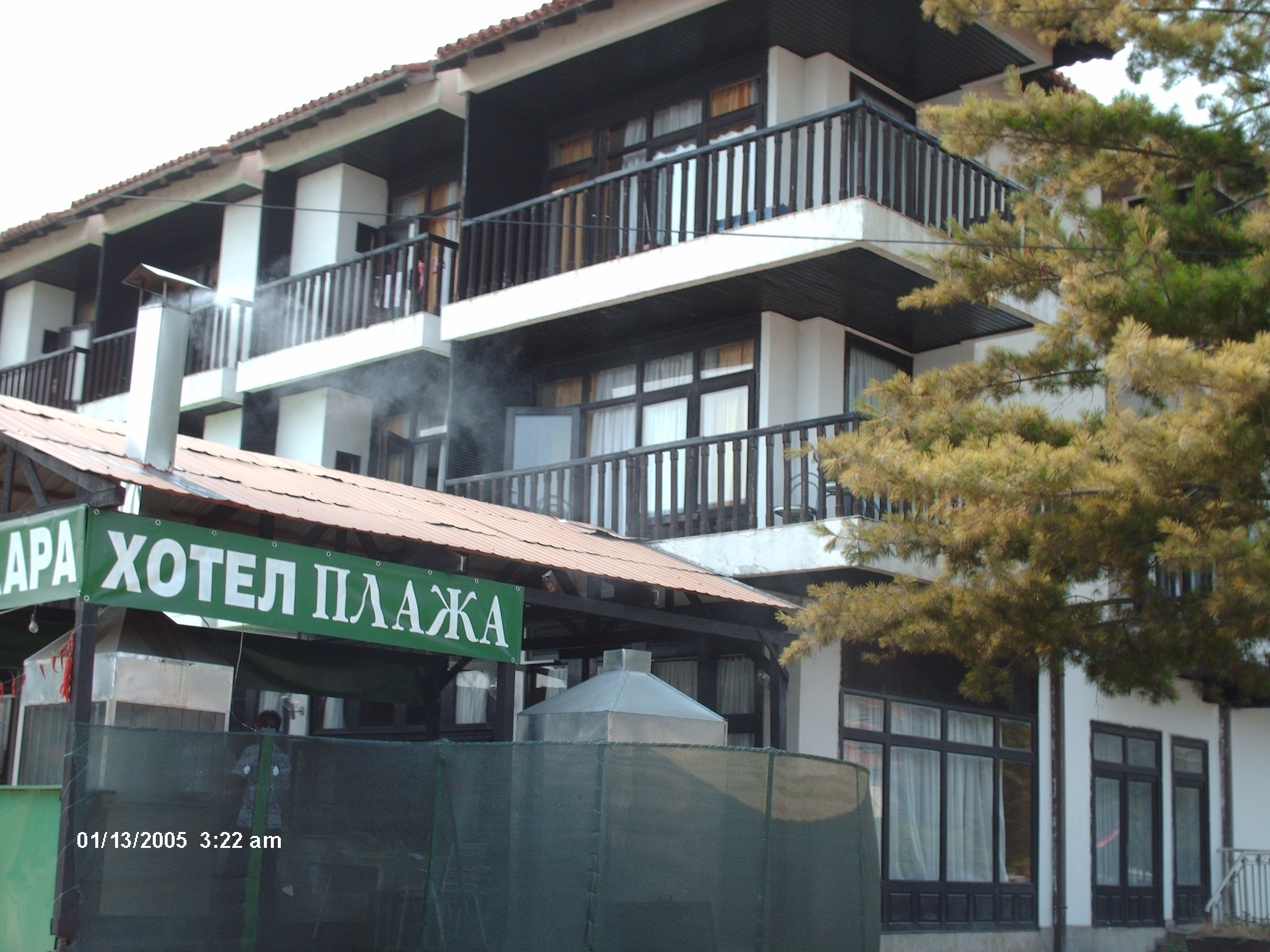